# Jan Dobrzyński
Jan Dobrzyński (ur. 24 września 1958 w Knyszynie) – polski polityk, samorządowiec oraz inżynier, w latach 2006–2007 wojewoda podlaski, senator VII i IX kadencji.

## Życiorys
W 2004 ukończył studia na Wydziale Ochrony Środowiska Wyższej Szkoły Ochrony Środowiska w Bydgoszczy.
W latach 1976–1998 pracował w różnych zakładach na terenie Białegostoku, następnie do 2002 zasiadał w zarządzie miasta. Od 1980 należy do „Solidarności”, w latach 1993–1995 był członkiem jej zarządu regionalnego. Od 1990 należał do Porozumienia Centrum. W latach 1998–2006 był radnym rady miejskiej (w 1998 wybrany z listy Akcji Wyborczej Solidarność, w 2002 z listy Prawa i Sprawiedliwości; był przewodniczącym klubu radnych PiS), a także dyrektorem biura poselskiego oraz senatorskiego Krzysztofa Jurgiela (2001–2006). Od stycznia 2006 do stycznia 2007 pełnił funkcję wojewody podlaskiego, w 2007 zajmował stanowisko dyrektora Zakładu Gazowniczego w Białymstoku.
W wyborach parlamentarnych w 2007 z ramienia Prawa i Sprawiedliwości został wybrany na senatora VII kadencji w okręgu białostockim, otrzymując 148 917 głosów. W 2011 bez powodzenia ubiegał się o reelekcję. W 2014 został kandydatem Prawa i Sprawiedliwości w wyborach samorządowych 2014 na urząd prezydenta Białegostoku, przegrywając w drugiej turze głosowania z Tadeuszem Truskolaskim. Uzyskał natomiast mandat radnego sejmiku podlaskiego V kadencji.
W 2015 ponownie wystartował do Senatu z ramienia PiS w okręgu nr 60. Został wybrany na senatora IX kadencji, otrzymując 92 252 głosy. 11 kwietnia 2018 został zawieszony w prawach członka PiS, po czym opuścił klub PiS i został senatorem niezrzeszonym. W wyborach w 2019 postanowił ubiegać się o reelekcję z ramienia założonego przez siebie Komitetu Wyborczego Wyborców Zjednoczona Prawica, za co został wykluczony we wrześniu tegoż roku z Prawa i Sprawiedliwości (nie uzyskał wówczas senackiej reelekcji).